# Fortunato Licandro
Fortunato Licandro (Reggio Calabria, 8 luglio 1923 – Reggio Calabria, 25 novembre 1985) è stato un politico italiano.

## Biografia
Candidato per la Democrazia Cristiana, consigliere Comunale per la prima volta nel 1963, confermato nelle successive due elezioni.
Dirigente dello Stato, esperto nei problemi del lavoro, laureato in lettere classiche, ricoprì l'incarico di assessore al contenzioso, ai tributi, al personale, allo sport ed al Lido ed infine quello di Sindaco dal 25 novembre 1971 al 20 agosto 1975.
Assunse l'incarico di primo cittadino immediatamente dopo l'esplosione della rivolta di Reggio e si dedicò alla difficile opera di ricucitura del rapporto fra i cittadini e lo stato.
Nelle successive elezioni del 1975 venne eletto consigliere provinciale e dopo aver ricoperto l'incarico di assessore ai lavori pubblici assunse quella di Presidente della provincia di Reggio Calabria nel 1981.
Rieletto consigliere provinciale per la terza volta, primo eletto in assoluto con il 53% delle preferenze, ricopriva l'incarico di presidente f.f. del Comitato di Gestione dell'ASL di Reggio Calabria quando morì prematuramente all'età di 62 anni.
Il 2 marzo 2017 l'amministrazione comunale gli ha intitolato una strada (ex Circonvallazione parco Caserta).